# Arianny Celeste
Penelope López Márquez, conosciuta come Arianny Celeste (Las Vegas, 11 novembre 1985), è una modella statunitense, Ring girl, e Octagon Girl della UFC.

## Carriera
Arianny debutta con la UFC nel 2006 all'Hard Rock Hotel & Casino Paradise di Paradise (Nevada). Celeste ha posato per riviste come Maxim, FHM, Playboy, Sports Illustrated e Fighter's Only Magazine.
Agli World MMA Awards, Celeste è stata votata "Ring Girl dell'anno" dal 2008 al 2014.
Maxim la ha nominata "The Hottest UFC Octagon Girl" nell'edizione 2010, in cui appare in copertina.
Ha posato nuda per Playboy nel novembre 2010.
Celeste è stata conduttrice dello show televisivo Overhaulin', dal 2014 tal 2015.

## Vita privata
Il 26 maggio 2012, Celeste fu arrestata a Las Vegas per violenza domestica a causa di un litigio con l'allora fidanzato Praveen Chandra. Celeste venne rilasciata dietro pagamento di una cauzione di 3000 dollari. Chandra la accusò di averlo calciato al naso. Da parte sua, Celeste affermò che il fidanzato tentò di strozzarla e la prese per il collo più volte durante quella sera. I due vennero arrestati in una stanza dell'hotel Wynn Las Vegas.